# Ernst van den Bergh
Ernst van den Bergh (* 1. November 1873 in St. Wendel; † 12. September 1968 in Göttingen) war ein deutscher Polizeioffizier. Er war von 1929 bis 1933 Präsident des von ihm mit aufgebauten Preußischen Polizei-Instituts Charlottenburg und er wirkte am Aufbau der Schutzpolizei und des Polizeischulwesens mit. Seine Gesinnung führte nach der Machtergreifung der Nationalsozialisten 1933 zu seiner vorzeitigen Entlassung aus dem Polizeidienst.

## Leben

### Familie und Schulzeit
Als Sohn des Oberbaurats Hugo van den Bergh (1837–1938) und dessen Ehefrau Pauline (* 1836) besuchte er das Gymnasium und wechselte im Jahre 1886 zu einer Kadettenanstalt.

### Laufbahn
Sein Dienst im preußischen Heer begann im Jahre 1890. In den Jahren 1899 bis 1902 absolvierte er die Ausbildung an der Kriegsakademie in Berlin. Als Hauptmann wurde er am 1. Februar 1909 in das preußische Kriegsministerium versetzt. Nach dem Durchlauf durch verschiedene Abteilungen im Kriegsministerium erfolgte bei Ausbruch des Ersten Weltkrieges ab dem 1. August 1914 seine Abkommandierung zum Stab des Armeeoberkommandos (AOK) 7. Danach übernahm er 1915 das Kommando über ein Regiment. Ab dem 25. April 1915 wurde er wieder ins Kriegsministerium zurückversetzt.
Im Kriegsministerium leitete er das Referat für die Finanzierung. In diesem Aufgabenbereich konnte er Eindrücke bei den Sitzungen im Reichstag sammeln, welche dazu führten, dass er die Einrichtung einer Pressestelle im Kriegsministeriums anregte. In den Jahren 1917/1918 leitete er die Nachrichtenabteilung Z3. Bei Kriegsende leitete er die Ministerial-Abteilung Z1.
Nach Auflösung des Kriegsministeriums wurde er ab dem 1. Oktober 1919 ins neue Reichswehrministerium übernommen. Unter dem Reichswehrminister Gustav Noske leitete er die Fürsorge-Abteilung (FA) als neue Ministerialabteilung. In dieser Funktion erlebte er im März 1920 den Kapp-Putsch, wobei er die Republik durch die Bereitstellung geeigneter Finanzmittel unterstützte. Mit Besorgnis sah er die nationalistische Radikalisierung im Offizierskorps der Reichswehr wachsen, sodass er von sich aus freiwillig im Jahr 1921 den Dienst in der Reichswehr aufgab. Diese Aufgabe wurde ihm auch durch die Auflösung der Fürsorge-Abteilung erleichtert.
Im Januar 1921 nahm er als Ministerialrat seinen Dienst im preußischen Innenministerium auf. In den folgenden Jahren war er am Aufbau der preußischen Schutzpolizei beteiligt. Von 1929 bis 1933 wirkt er auch am Aufbau und Leitung des Preußischen Polizei-Instituts Charlottenburg in Berlin mit, wobei er die Leitung als Präsident des Instituts übernahm. Nach der Machtergreifung der Nationalsozialisten am 30. Januar 1933 wurde er aufgrund des Gesetzes zur Wiederherstellung des Berufsbeamtentums vorzeitig entlassen. Sein Nachfolger als Präsident wurde das NSDAP-Mitglied Felix Linnemann.

### Nachkriegszeit
Nach Kriegsende lebte er als Pensionär in Göttingen, wo er seine durch das NS-Regime bedingte Unterbrechung von Veröffentlichungen wieder aufnehmen wollte. Dabei griff er vor allem auf seine Erfahrungen im Bereich der Polizei, ihre Struktur, aber vor allem deren Platz unter demokratischen Rahmenbedingungen wieder auf. Die Veröffentlichung seines Tagebuchs, das er in den 1950er Jahren zu Schreiben begann, konnte er jedoch nicht mehr erleben, da er am 12. September 1968 in Göttingen verstarb.

## Schriften
- Die seelischen Werte im Frieden und im Kriege. Berlin 1906 (Militär-Wochenblatt, 1906, Beiheft 6)
- Österreichs Kämpfe in Bosnien und der Herzegowina im Jahre 1878. Berlin 1909 (Militär-Wochenblatt, 1909, Beiheft 10)
- Zur Streiklage: Vortrag gehalten in Berlin am 21. August 1917 von van den Bergh, Kriegspresseamt Berlin 1917
- Das preußische Schutzpolizeibeamten-Gesetz vom 16. August 1922 und das Reichsgesetz über die Schutzpolizei der Länder vom 17. Juli 1922. Berlin 1922 mit Karl Fahr
- Weltanschauung durch Welt-Anschauung – Briefe an meinen Sohn. Berlin 1924
- Polizei und Volk – Seelische Zusammenhänge. Berlin 1926 (in: Die Polizei in Einzeldarstellungen, Band 1)
- Merkblatt zum Polizeibeamtenrecht. Berlin 1928
- Die preußischen Polizeibeamtengesetze nebst Ausführungsbestimmungen und Ergänzungsgesetzen. mit Karl Fahr und Friedrich Wolfstieg, Berlin 1929
- Die Schaffung einer Polizeiverwendungslehre. Berlin 1930
- Das Deutsche Heer vor dem Weltkriege – Eine Darstellung und Würdigung. Berlin 1934
- Volk und Heer im Krieg der Zukunft – Eine Überschau für jedermann. Berlin 1938
- Der Polizeigedanke einst und jetzt. Frankfurt/Main 1948 (in: Große Schriftenreihe der Polizei-Praxis, Band 1)
- Der Polizei-Fachunterricht und seine praktische Gestaltung in allen Dienstzweigen. Braunschweig 1952